# Анверс (остров)
Анверс или Антверпен (на английски: Anvers (Antwerpen) Island; на френски: Île Anvers (Antwerpen)) е най-големият остров в архипелага Палмър, разположен в североизточната част на море Белингсхаузен, попадащо в акваторията на Тихоокеанския сектор на Южния океан. Остров Анверс се намира в югозападната част на архипелага, като протоците Бисмарк и Неймаер го отделят от Антарктическия полуостров (Бряг Греъм на Земя Греъм) на югозапад. На североизток от него е вторият по големина остров в архипелага Брабант. Дължина от североизток на югозапад 74 km, ширина до 55 km, площ 2432 km². Бреговата му линия е силно разчленена от множество заливи и полуострови. Релефът е планински с максимална височина връх Уилям 2761 m, разположен в централната му част.
Част от северозападното крайбрежие на острова е открито през февруари 1832 г. от английския мореплавател Джон Биско по време на неговата околосветска експедиция (1830 – 32) в Южния океан, но той не наименува новооткрития бряг. През януари 1898 г. Адриан Жерлаш дьо Гомери ръководи белгийска експедиция (1897 – 99) в района, която извършва задълбочени географски изследвания и мащабна топографска снимка и установява, че откритият от Джон Биско бряг е част от голям остров, който белгийците наименуват в чест на своята провинция и едноименен град Анверс (Антверпен).